# Fittydent
Fittydent, ägt av Fittydent International GmbH, är ett varumärke för tillbehör till tandproteser.
Bland produkterna finns tandprotesklister och rengöringstabletter.